# Nature Reviews Molecular Cell Biology
Nature Reviews Molecular Cell Biology é uma publicação periódica mensal revisada por pares e publicada pela Nature Portfolio. Esta revista foi estabelecida no final de 2000, abordando os aspectos das disciplinas de biologia molecular e biologia celular. Seu editor-chefe é o britânico Kim Baumann.
De acordo com o Journal Citation Reports, este periódico possuía, em 2021, um fator de impacto de em torno de 113.915, classificando-se em primeiro lugar dentre todas as 194 publicações categorizadas como "biológicas celulares". Ainda, conforme divulgado pelo Superfund Research Program, possuía em 2022, um fator de impacto de mais de 94.444, sendo considerado dentre os "periódicos de alto impacto".